# Светско првенство у даљинском пливању 2015 — 25 км за жене
Пливачки маратон на 25 километара за жене у оквиру Светског првенства у воденим спортовима 2015. бит ће одржан 1. августа на пливалишту на реци Казањки у Казању (Русија).
За такмичење је пријављено 27 пливачица из 16 земаља. Титулу из 2013. неће бранити Италијанка Мартина Грималди.

## Освајачи медаља
|  | Резултат |  | Резултат |  | Резултат |
|  |          |  |          |  |          |
|  |          |  |          |  |          |

## Земље учеснице
Укупно 16 земаља је пријавило своје учешће у овој дисциплини, односно учестовало је укупно 27 пливачица. Свака држава може да пријави максимално два такмичара по дисциплини.
| - Аргентина (2) - Аустралија (2) - Бразил (2) - Венецуела (2) | - Грчка (1) - Италија (2) - Казахстан (1) - Кина (2) | - Мексико (1) - Мађарска (2) - Немачка (2) - Русија (1) | - САД (2) - Француска (1) - Чешка (2) - Шпанија (2) |

## Резултати
| Пласман | Пливач                  | Држава     | Резултат |
| ------- | ----------------------- | ---------- | -------- |
|         | Хулија Арино            | Аргентина  |          |
|         | Сесилија Бјађоли        | Aргентина  |          |
|         | Карина Ли               | Аустралија |          |
|         | Џесика Вокер            | Aустралија |          |
|         | Ана Марсела Куња        | Бразил     |          |
|         | Полијана Окимото        | Бразил     |          |
|         | Цао Шијуе               | Кина       |          |
|         | Јанг Дандан             | Кина       |          |
|         | Силвије Рибаржова       | Чешка      |          |
|         | Ленка Штербова          | Чешка      |          |
|         | Маргарита Домингез      | Шпанија    |          |
|         | Ерика Виљаесија Гарсија | Шпанија    |          |
|         | Орели Милер             | Француска  |          |
|         | Ангела Маурер           | Немачка    |          |
|         | Финија Вунрам           | Немачка    |          |
|         | Калиопи Араузу          | Грчка      |          |
|         | Николета Киш            | Мађарска   |          |
|         | Ана Олас                | Мађарска   |          |
|         | Алисе Франко            | Италија    |          |
|         | Иларија Рајмонди        | Италија    |          |
|         | Ксенија Романчук        | Kазахстан  |          |
|         | Мелиса Виљасењор        | Mексико    |          |
|         | Олга Козидуб            | Русија     |          |
|         | Емили Брунеман          | САД        |          |
|         | Ешли Твикел             | САД        |          |
|         | Лилијана Ернандез       | Венецуела  |          |
|         | Паола Перез             | Венецуела  |          |